# Episodi di Alfred Hitchcock presenta (serie televisiva 1985) (terza stagione)
La terza stagione della serie televisiva Alfred Hitchcock presenta è composta da 21 episodi trasmessi nel 1988. 
| nº | Titolo originale           | Titolo italiano             | Prima TV USA     | Prima TV Italia |
| -- | -------------------------- | --------------------------- | ---------------- | --------------- |
| 1  | Very Careful Rape          | Violenza in diretta         | 6 febbraio 1988  | ...             |
| 2  | Animal Lovers              | Amanti degli animali        | 13 febbraio 1988 | ...             |
| 3  | Prism                      | Prisma                      | 20 febbraio 1988 | ...             |
| 4  | A Stolen Heart             | Cuore rubato                | 27 febbraio 1988 | ...             |
| 5  | Houdini on Channel 4       | La stanza di Houdini        | 5 marzo 1988     | ...             |
| 6  | Killer Takes All           | Pensionato modello          | 12 marzo 1988    | ...             |
| 7  | Hippocritic Oath           | Laurea milionaria           | 19 marzo 1988    | ...             |
| 8  | Prosecutor                 | Procuratore Distrettuale    | 26 marzo 1988    | ...             |
| 9  | If Looks Could Kill        | Come due gocce d'acqua      | 23 aprile 1988   | ...             |
| 10 | You'll Die Laughing        | Morirai ridendo             | 30 aprile 1988   | ...             |
| 11 | Murder Party               | Arsenico e vini francesi    | 7 maggio 1988    | ...             |
| 12 | Twist                      | Viaggio prenotato           | 14 maggio 1988   | ...             |
| 13 | User Deadly                | Morti programmate           | 21 maggio 1988   | ...             |
| 14 | Career Move                | Una vita per la musica      | 28 maggio 1988   | ...             |
| 15 | Full Disclosure            | Un libro esplosivo          | 18 giugno 1988   | ...             |
| 16 | Kandinsky's Vault          | Il tesoro di Kandinsky      | 25 giugno 1988   | ...             |
| 17 | There Was a Little Girl... | Tentazioni                  | 2 luglio 1988    | ...             |
| 18 | Twisted Sisters            | Notte infernale             | 9 luglio 1988    | ...             |
| 19 | The 13th Floor             | Il tredicesimo piano        | 16 luglio 1988   | ...             |
| 20 | The Hunted: Part 1         | Il braccato - Prima Parte   | 30 luglio 1988   | ...             |
| 21 | The Hunted: Part 2         | Il braccato - Seconda Parte | 6 agosto 1988    | ...             |